# Bataille de la Vorskla
Croisades baltes
La bataille de la Vorskla est une importante bataille de l'histoire de l'Europe de l'Est durant le Moyen Âge.
Elle est livrée le 12 août 1399 entre les mongols et les tatars de la Horde d'or, menés par Edigu et Temür Qutlugh (en), et les armées coalisées de Tokhtamych et du Grand-Duc de Lituanie Vytautas le Grand.

## Contexte
Pendant les années 1380, les relations entre Tokhtamych, khan de la Horde d’Or, et son ancien maître, Tamerlan, deviennent tendues. Une guerre commence en 1386. En 1393, Tokhtamysh fait appel à Ladislas II Jagellon. En 1395, après avoir perdu la guerre contre ce dernier, Tokhtamych est détrôné par le khan Temur Qutlugh et l’émir Edigu soutenus par Tamerlan. Tokhtamych s’enfuit dans le grand-duché de Lituanie et demande à Vytautas de l’aider à reprendre la Horde en échange de l’abandon de sa suzeraineté sur les terres ruthènes.

### Expéditions
Vytautas rassemble une armée qui comprend des Lituaniens, des Ruthènes, des Polonais, des Moldaves et des Valaques. La première expédition atteint la mer Noire et la Crimée. Vytautas fait plusieurs milliers de prisonniers sans grande opposition. En 1398, Vytautas cède la Samogitie aux chevaliers teutoniques au traité de Salynas en échange de leur aide. La même année, l’armée de Vytautas quitte le Dniepr et attaque le nord de la Crimée, allant jusqu’au Don à l’est. Afin de renforcer sa position, Vytautas construit un château à l’embouchure du Dniepr. Inspiré par leurs succès, Vytautas déclare une « croisade contre les Tatars » et reçoit en mai 1399 la bénédiction du pape Boniface IX. La bénédiction papale pour la croisade a été une réalisation politique importante pour la Lituanie, un pays converti au christianisme seulement en 1387 et le sujet d’une croisade de cent ans.
La campagne est organisée depuis Kiev. En 1399, l’armée de Vytautas lance une campagne à nouveau contre la Horde le long du Dniepr. Le 5 août, son armée rencontre les mongols et les tatars de Edigu et Qutlugh avec 90 000 hommes à la rivière Vorskla juste au nord de Poltava. La coalition comporte 38 000 hommes hommes dont 50 princes dont 15 000 tatars fidèles à Tokhtamysh, 4 000 polonais, 1 600 chevaliers teutoniques, 1 500 moldaves et une dizaine de milliers de lituaniens. Les troupes coalisés se rassemblent dans la région de Jytomyr. Ces armées se déplacent vers l’est, traversant le Dniepr près de Kiev et traversant la Soula près de Goroshin. Le 9 août, l’armée de Vytautas s’arrête à la rivière Vorskla, regroupée en 7 camps fortifiés.

## Déroulement
Une fois les deux armées rencontrées, Temur Qutlugh propose un cessez-le-feu de trois jours pour permettre aux deux parties de préparer leurs forces. C’est une ruse pour gagner du temps pendant que les renforts d’Edigu arrivent. La stratégie de Vytautas repose sur le fait de construire un fort de chariots pour arrêter la charge des cavaliers, puis de les détruire avec des canons et de l’artillerie. Cependant, Temur Qutlugh décide de battre en retraite et Vytautas quitte son fort de chariots pour le poursuivre. Une fois que les forces lituaniennes sont suffisamment éloignées du fort de chariots, les unités d’Edigu apparaissent par derrière et entourent l’armée lituanienne. À ce moment-là, Tokhtamych comprend que la bataille est perdue et fuit la bataille avec ses hommes. Les mongols utilisent ensuite utilisé leur propre artillerie pour détruire la cavalerie lituanienne tout en capturant simultanément le fort de chariots des Lituaniens.

## Conséquences
Plus de la moitié des coalisés sont morts dont 20 princes pendant la bataille. Vytautas s’en est sorti de justesse vivant tandis que tous ses commandants sont morts tel qu'André de Polotsk ou Dimitri de Bryansk. Les tatars victorieux assiègent Kiev, mais celle-ci paie une rançon. Ils pillent jusqu’à Loutsk, à la poursuite de Tokhtamych, qui passe les sept ou huit années suivantes dans la clandestinité et est assassiné en 1407 ou 1408. La défaite de Vytautas à la Vorskla bloque effectivement l’expansion lituanienne vers le sud de la Ruthénie. Son État a également perdu l’accès à la mer Noire lorsque les tatars ont reconquis la steppe du sud jusqu’aux frontières de la Moldavie. 

## Représentation dans la culture contemporaine
- La bataille conclut le cinquième scénario de la campagne polono-lituanienne d'Age of Empires II: DE.